# Karol Kossok
Karol Albert Kossok (né le 28 janvier 1907 à Kattowitz dans l'Empire allemand et mort le 11 mars 1946 dans un camp de prisonniers soviétique en Allemagne de l'Est) est un joueur et entraîneur de football polonais, qui évoluait en tant qu'attaquant.

## Biographie

### Club
La carrière de Karol Kossok débute dans le club de la minorité allemande du FC Preussen Kattowitz (plus tard 1. FC Katowice), avant de partir en 1929 pour évoluer dans le club du KS Cracovia. 
En 1931, il part ensuite évoluer dans le LKS Pogoń Lvov, autre grand club polonais de l'entre-deux guerres. Après une saison à Lvov, il retourne jouer au Cracovia, et y évolue jusqu'au titre de champion de Pologne en 1937.

### Sélection
Il joue en tout cinq matchs pour la sélection polonaise et inscrit en tout trois buts (son premier match a lieu le 1er juillet 1928 à Katowice, une défaite 2-1 contre la Suède). Il était réputé pour être un grand dribbleur et un bon tireur de penalty, mais était connu pour ne pas avoir beaucoup d'endurance, et jouait rarement les 90 minutes d'un match.

### Après carrière
Après la fin de sa carrière de joueur (due à de nombreuses blessures), il devient l'entraîneur de son ancien club du Cracovia.
Durant la Seconde Guerre mondiale, il est enrôlé dans la Wehrmacht à l'été 1944, puis est capturé par l'Armée rouge à la fin de la guerre, et meurt dans un camp de prisonniers de guerre.